# 董慧 (共产党)
董慧（1918年—1979年2月24日），原名董奉然，祖籍广东，出生于香港。父亲董仲维是香港总商会会长、道亨银行董事长。董慧1938年1月加入中国共产党，1947年与潘汉年结婚。1955年4月与潘汉年一起被指控为"内奸"而逮捕。1975年随夫潘汉年安置于湖南茶陵洣江茶场生活，居住两间25平米简易平房，相当于茶场领导待遇，在茶场范围内看病，购物和看电影行动自由，每月生活费100元人民币，由于腿疾，茶场领导专门为其配有专职轮椅推手，其夫病故后不到两年，于1979年2月24日病故于洣江茶场。1982年8月，中共中央发出《关于为潘汉年同志平反昭雪恢复名誉的通知》，正式为潘、董平反。